# Paul Hamilton

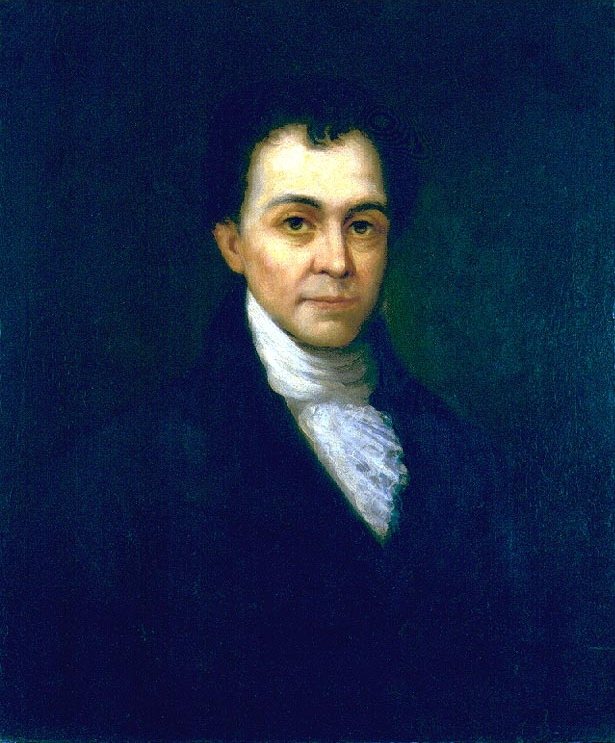
Paul Hamilton

Paul Hamilton (* 16. Oktober 1762 in Willtown, Province of South Carolina; † 30. Juni 1816 bei Beaufort, South Carolina) war ein US-amerikanischer Politiker und von 1804 bis 1806 Gouverneur von South Carolina. Außerdem war er von 1809 bis 1812 Marineminister der Vereinigten Staaten.

## Frühe Jahre und politischer Aufstieg
Paul Hamilton musste im Alter von 16 Jahren seine Schulausbildung aus finanziellen Gründen abbrechen. Während des Amerikanischen Unabhängigkeitskrieges kämpfte er in den Reihen der Miliz von South Carolina. 1782 heiratete er Mary Wilkinson, das Paar bekam später mindestens sechs Kinder. Nach dem Krieg widmete er sich dem Anbau von Reis und Indigo, den damals typischen Cash Crops im Lowcountry. Außerdem war er 1785 bis 1786 auch noch Steuereinnehmer in seinem Kreis und Friedensrichter. Zwischen 1787 und 1789 war Paul Hamilton Abgeordneter im Repräsentantenhaus von South Carolina. Seine Plantage war damals etwa 650 ha groß und beschäftigte mindestens 38 Sklaven. In dieser Zeit wurde die Verfassung der Vereinigten Staaten ratifiziert. Zwischen 1794 und 1799 war er mehrfach im Senat seines Landes und von 1799 bis 1804 war er Rechnungsprüfer (Comptroller) des Landes South Carolina.

## Gouverneur von South Carolina
Im Jahr 1804 wurde Hamilton vom Abgeordnetenhaus zum Gouverneur seines Landes gewählt. Seine Amtszeit dauerte bis zum 1. Dezember 1806 und verlief ohne besondere Vorkommnisse. Eine versuchte Reform der Legislative scheiterte am Veto des Parlaments; eine Krise mit der Bundesregierung wegen des Sklavenimports wurde mit einer Gesetzesänderung in South Carolina entschärft. Auf Grund einer Verfassungsklausel, die eine direkte Wiederwahl untersagte, durfte Hamilton 1806 nicht wiedergewählt werden.

## Marineminister
Hamilton gehörte der Demokratisch-Republikanischen Partei von Thomas Jefferson an. Dessen Nachfolger im Amt des Präsidenten, James Madison, berief Hamilton 1809 als Marineminister in sein Kabinett. In seiner Amtszeit wurden die ersten Marinekrankenhäuser eingerichtet. Hamilton blieb auch noch während der ersten Monate des Krieges von 1812 in seinem Amt. Seine Ideen zum Aufbau einer schlagkräftigen Marine fanden nicht die Zustimmung des Kongresses und des Präsidenten. Daher trat er Ende 1812 von seinem Amt zurück. Drei Zerstörer der US-Navy sind später nach ihm benannt worden.

## Lebensabend
Nach seiner Zeit in Washington kehrte er nach South Carolina zurück. Er starb im Jahr 1816 in Beaufort und wurde in der Nähe auf dem Privatfriedhof einer Plantage beigesetzt.

## Hinterlassenschaft
Im Jahre 1942 wurde die Paul Hamilton, ein Frachtschiff der Liberty-Klasse nach ihm benannt.